# 義門讀書記
《義門讀書記》，五十八卷。清朝學者何焯編寫的一部讀書札記。
何焯是长洲人，通经史百家之学，藏书數萬卷。先世在元朝曾以「義行」旌門，他便取義門名書塾，学者称何焯為義門先生。何焯與藏書家毛扆、徐乾學等人交往密切，又經常與書賈來往，訪購不少宋元舊槧。又在武英殿校書二十多年。何焯卒后，何焯之子何雲龍、从子何堂与门人沈彤等人在乾隆十六年（1751年）整理了《春秋三傳》、兩《漢書》、《三國志》等書校勘成果，編成《义门读书记》六卷本。蔣維鈞又根據家藏的何焯批校本，將《讀書記》擴增至五十六卷，新增有《昌黎集》、《河东集》、《欧阳文忠公文》、《元丰类稿》、《文选》、《陶靖节诗》、《杜工部集》等，並於乾隆三十四年（1769）刊刻成書。
何焯一生评阅不辍，考据精审，多發前人所未發，生前手批或者過錄何批的古籍不下百種，足本《讀書記》僅收十八種，只佔很小的部分，而且有大量刪削。乾隆五十七年（1792年）刊刻成書的杨伦《杜诗镜铨》引录何焯评语极多，其中的一些批语为《读书记》所无。今北京大學圖書所藏毛氏汲古閣刻本《後漢書》有何焯批校三千七百餘條，足本《讀書記》中收《後漢書》批校僅七百餘條，幾乎是刪削殆盡。
何焯擅長對校法，並且熟練本校、他校和理校法。若原字訛誤，則劃掉原文，在其旁寫上正確字；若有脫文，則在所脫之處補上脫文。何焯校勘之時，還會引用前人的校勘成果，同时还对笺、注、传中的错误进行校勘。如《後漢書》卷十九〈耿夔傳〉：「北擊匈奴，轉車騎都尉。」何焯眉批：“此車騎將軍之都尉，劉謂衍‘車’字，非也。”此處是指劉攽的《東漢刊誤》曰：“按，官無車騎都尉，明衍‘車’字。”
1987年6月中华书局出版《义门读书记》，共五十八卷，內容包含何焯闡發經義、評閲史書、闡釋詩文的一部内容，係後人根據他生前所評閲的古籍整理彙集而成。此書集中體現了何焯的學術思想，為其後乾嘉考據學開創了先河。

## 外部連結
- 《中国哲学书电子化计划》 《义门读书记》 （页面存档备份，存于）